# Cañón automático Tipo 98 20 mm
El Tipo 98 20 mm era un cañón automático japonés de 20 mm.

## Historia y desarrollo

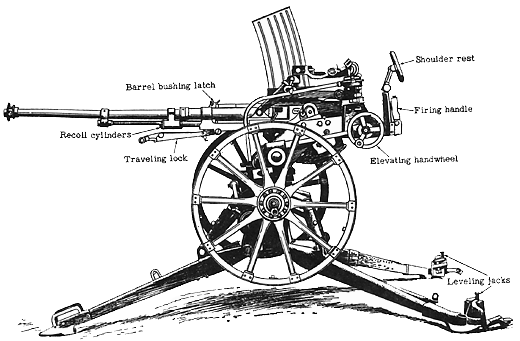
Dibujo de un Tipo 98 20 mm, en un manual de campaña del Ejército estadounidense.

Este cañón automático y sus variantes estaban basadas en la ametralladora francesa Hotchkiss 13,2 mm de la década de 1930, que las Fuerzas Armadas japonesas habían comprado y continuaron con su desarrollo.
El Tipo 98 20 mm era el cañón antiaéreo ligero más usual del Ejército Imperial Japonés. Su designación se debe a que fue adoptado en el año 2598 del calendario japonés (1938). Alrededor del 80% de los cañones antiaéreos ligeros del Ejército Imperial Japonés eran Tipo 98 20 mm. Entró en servicio en 1938 y fue empleado por primera vez en combate en la Batalla de Jaljin Gol. Fue empleado hasta el final de la Segunda Guerra Mundial. Después de la Segunda Guerra Mundial, fue empleado por el Ejército de Indonesia en la Revolución indonesia.
El cañón podía ser emplazado en unos tres minutos por un equipo de artilleros experimentados, o ser disparado imprecisamente desde su afuste con ruedas.
El Tipo 98 20 mm también era una de las dos opciones de armamento para montarse sobre el Afuste de Cañón Sumergible Modelo 1 de la Armada Imperial Japonesa.

## Munición
El Tipo 98 20 mm empleaba los siguientes proyectiles:
- Proyectil antiblindaje trazador Tipo 100. Su bala pesaba 162 g y 431 g con su casquillo.
- Proyectil de alto poder explosivo trazador (con autodestrucción). Su bala pesaba 136 g y 405 g con su casquillo.